# Hornyik János
Hornyik János (Kecskemét, 1812. október 13. – Kecskemét, 1885. október 8.) levéltáros, történetíró, a Magyar Tudományos Akadémia tagja.

## Családja, iskolái
Apja Hornyik Ádám kecskeméti iparos, anyja Balázs Erzsébet volt. A kecskeméti piarista gimnázium hat osztályának elvégzése után a pesti tudományegyetem hallgatója lett. Tanárai között volt Horvát István neves történész is, kinek előadásait 1830 folyamán hallgatta. 1832-ben egy időre kénytelen volt megszakítani tanulmányát tüdőbetegsége miatt.

## Pályafutása
Befejezve az egyetemet, 1834-től Kecskeméten ügyészi és jegyzői hivatali írnok lett, majd 1842-ben helyettes levéltárnok. 1844-től aljegyzővé és városi levéltárnokká nevezték ki. 1848-ban megválasztották a város főjegyzőjévé. Horváth Döme és a korabeli történetírók ösztönzésére hozzáfogott a kecskeméti várostörténet megírásához.
1851-1856-ig járásbírósági ülnök volt. 1856-1860-ig ismét a levéltáros munkakört látta el. 1861-ben a város főjegyzője lett, de még ez év őszén az alkotmányos tisztikarral együtt lemondott hivataláról. 1862-ben számadások vizsgálatával foglalkozott. 1862 végén királyi udvari rendelet alapján a városi hatóságot újra szervezték és ismét főjegyző lett egészen nyugdíjazásáig. 1863-ban a Magyar Tudományos Akadémia levelező tagjai sorába iktatta. 1867-ben a város újraválasztotta, s ugyancsak 1872-ben és 1878-ban is a tisztújítások alkalmával. Az 1880-as évek elején a törvényhatósági közgyűlés Hornyik Jánost saját kérésére hivatalától fölmentette, nyugdíjazta, és az örökös tiszteletbeli főjegyzői címet adományozta neki.
Az 1867 októberében megindult Kecskeméti Lapoknak főmunkatársa, 1870-től 1872-ig szerkesztője, 1878-ban ismét főmunkatársa és 1879-1880-ig szerkesztőtársa volt. Vezette a közművelődési s tanügyi rovatokat, „a történelemből vett példákkal igyekezett hatni a pártok surlódásainak mérséklésére”. Másvilági levél címmel 1869-től több humorisztikus levelet írt, melyekben a régi kor dicsőítése mellett a pártoskodás elfajulásait ostorozta. Többnyire saját neve alatt írt, kevés névtelen közleményen kívül a Hadadi Boldizsár és Boldogréti Víg László álneveket is használta. Már 1873-ban szorgalmazta egy kecskeméti múzeum létrehozását.
Hosszú betegeskedés után 1885-ben hunyt el.
A Magyar Tudományos Akadémián 1888. december 17-én Szilágyi Sándor tartott fölötte emlékbeszédet, szülővárosa pedig 1894-ben sírja fölé fekete márvány emléket állított. Síremlékét a volt Városháza épületének bontási anyagából építették fel.
Ma Kecskeméten körút viseli a nevét. Szobra a kecskeméti pályaudvarhoz közeli Kodály Zoltán téren áll. Sírja a Kecskeméti köztemetőben található.

## Társulati tagságai
A Magyar Történelmi Társulat rendes tagja

## Kitüntetései, díjai
- 1871 – Kecskemét város örökös tiszteletbeli főjegyzője
- 1863 – Kecskemét város története című művét a Magyar Tudományos Akadémia a Marczibányi-féle díjban (50 arany) részesítette.

## Művei

### Önálló kötetei
- Kecskemét város története, oklevéltárral. Kecskemét, 1860-62. és 1866. 4 kötet. (A IV. kötettel, mely az 1703-1711. közötti kurucvilágot tárgyalja, a munka félbeszakadt).
- Pusztaszer, a honalapító magyar nemzet első törvényhozási közgyűlése színhelyének története. Kecskemét, 1865. (Pusztaszer térképével, a Szermonostor romjai két rajzával és 120 oklevéllel.)
- Kecskemét város gazdasági fejlődésének története. Kecskemét, 1927 (hagyatékából).

### Cikkei
- Rácok a kurucvilágban, böngészet II. Rákóczi Ferenc szabadságharca idejéből, különös tekintettel Kecskemét történetére. In: Életképek, 1848.
- Kecskemét viszonya a Kiskunsághoz. In: Új Magyar Múzeum, 1853.
- Adalék Árpád-kori okmánytárunkhoz. In: Új Magyar Múzeum, 1859.
- Pusztaszer. In: Vasárnapi Ujság, 1861.
- Az idéző pecsétről. (Akadémiai székfoglaló). In: Magyar Tudományos Akadémia Értesítője. Új folyam IV. 1863.
- A rácok ellenforradalma 1703-1711. In: Századok, 1868.
- Egy fogadalmi emlék. In: Kecskeméti Lapok 1869.
- Egy lap Kecskemét város újabbkori történetéből. In: Kecskeméti Lapok 1870.
- Kecskeméti zsidók története. In: Kecskeméti Lapok, 1870.
- Kecskemét város pesti házbirtokának története. In: Kecskeméti Lapok, 1870.
- Egy fekete lap Kecskemét város újabbkori történetéből. In: Kecskeméti Lapok, 1870.
- A három város kertészete és gyümölcstermelése. In: Kecskeméti Lapok, 1870.
- Néptanítóinkhoz. In: Kecskeméti Lapok, 1871.
- Régi nóta. In: Kecskeméti Lapok, 1871.
- Még egyszer emlékezzünk régiekről, kecskeméti 61 íróról. In: Kecskeméti Lapok, 1872.
- Régi pénzek lelete Kecskemét város birtokában levő puszta Szentkirályon. In: Kecskeméti Lapok, 1872.
- Figyelmeztetés az éremleletek, talált kincsek és a földből fölásott régiségek iránt. In: Kecskeméti Lapok, 1873.
- Vidéki s helyi lapok hivatása. In: Kecskeméti Lapok, 1875.
- A kecskeméti katonai lovarda története. In: Kecskeméti Lapok, 1876.
- Katona József emlékezete. In: Budapesti Hírlap, 1883. 104. sz.

### Kéziratai
- Szemelvények kiadatlan műveiből: I. Monda a Picsó-patakról, II. Kecskemét és Nagykörös ellenkezésének okai, III. A reformatio Kecskeméten, IV. Szent-Gordián és a róla nevezett vásár, közli ifj. Bagi László. In: Hornyik Album 1894.
- Kecskemét város gazdasági fejlődésének története (I. része a honalapítástól 1744-ig kőnyomatban sokszorosított 212 lap, a II. részből csak 52 lap készült el).
- 14 füzetből álló jegyzet. Kecskemét város történetére vonatkozó történelmi adatok. (Katona Józsefnek Kecskemét történelmi maradványai, életére, halálára vonatkozó hivatalos adatok. Följegyzések és jegyzetek Kecskemét város történetéhez.)